# メガウイルス綱
メガウイルス綱（Megaviricetes）は、2019年に提唱されたウイルスの綱である。いわゆる「巨大ウイルス」が含まれる。物理的な大きさやゲノムサイズが他のウイルスよりも大きなことが特徴で、時にそのサイズは小型の細菌をも超えることがある。
DNAの転写 や翻訳、その他通常のウイルスが持っていない遺伝子を多数保有しており、発見時は生物が退化した姿だとも言われていた。ただし、2020年現在では、元々典型的なウイルス（テクティリウイルス綱）であったものが、ポリントンと呼ばれるトランスポゾンを経て、進化・巨大化した説が有力となっている。

## 分類
メガウイルス綱 Megaviricetes
- アルガウイルス目 Algavirales
  - ピコドナウイルス科 Phycodnaviridae
- イミテルウイルス目 Imitervirales
  - ミミウイルス科 Mimiviridae
- ピマスコウイルス目 Pimascovirales
  - アスコウイルス科 Ascoviridae
  - イリドウイルス科 Iridoviridae
  - マルセイレウイルス科 Marseilleviridae